# کنت مونت کریستو (فیلم ۱۹۷۵)
کنت مونت کریستو (انگلیسی: The Count of Monte Cristo) یک تله‌فیلم درام بریتانیایی به کارگردانی دیوید گرین است که در سال ۱۹۷۵ منتشر شد. این فیلم اقتباسی از رمان کنت مونت-کریستو اثر الکساندر دوما است.
این تله‌فیلم نامزد دریافت دو جایزه امی گردید: ریچارد چمبرلین برای بهترین بازیگر نقش اول مرد در یک درام یا کمدی و تروور هاوارد برای بهترین بازیگر نقش مکمل مرد در یک درام یا کمدی. این فیلم در شهرهای رم و مارسی تصویربرداری شد.

## بازیگران
- ریچارد چمبرلین
- کیت نلیگان
- تونی کرتیس
- دونالد پلیسنس
- تروور هاوارد
- لوئی ژوردان
- تارین پاور
- آنتونی داوسون
- ایزابل دو والورت
- دومنیک گارد
- آنجلو اینفانتی
- رالف مایکل
- هری بِرد